# Groupement d'intervention spécial
Ne doit pas être confondu avec Groupement spécial d'intervention ou Groupe d'intervention spéciale.
Pour les articles homonymes, voir GIS.
Le Groupement d'intervention spécial (GIS), plus connu sous le surnom des « Ninjas », était une unité d'intervention des forces spéciales algériennes appartenant au Département du renseignement et de la sécurité (DRS).
Il était spécialisé dans la lutte antiterroriste (en particulier dans les actions de contre-guérilla ainsi que la chasse aux terroristes dans les zones hostiles et complexes), la libération d'otages, la protection rapprochée et à tout autres types de missions à caractère spécial. Possédant son propre budget et recevant une formation locale ainsi qu'à l'étranger, le groupe employait des tactiques et des moyens d’actions particuliers, mis en œuvre par un personnel entrainé et hautement qualifié.
Unité caractérisée par sa grande discrétion, elle constituait la force de frappe des services de renseignements algériens. Il n'en demeure pas moins qu'elle était considérée comme l'élite des forces spéciales algériennes et l'une des meilleures d'Afrique et du bassin méditerranéen.
En 2013, le groupement s'était fait remarquer pour avoir participé à la libération de plusieurs personnes pendant la prise d'otages d'In Amenas.

## Historique

### Période de création (1987-1991)
Créé en 1987, sur ordre du général Lakehal Ayat, alors Délégué général à la documentation et à la sécurité (ancêtre du DRS moins la sécurité de l'armée). Le groupement affichait à son actif initialement 300 membres recrutés auprès des différents corps de sécurité. La plupart d'entre eux furent sélectionnés parmi les commandos parachutistes qui constituaient à l'époque l'élite des troupes de choc de l'armée algérienne.
À ses débuts, le GIS était déjà préparé à contrer d'éventuelles actions terroristes mais n'avait pour mission que la protection et la sécurité présidentielle ainsi que la protection rapprochée de certaines personnes haut placées.

### Période de la décennie du terrorisme (1991-2002)
Après l'annulation des élections législatives de 1991 remportées par les islamistes du Front islamique du salut (FIS), la situation sécuritaire se dégrada graduellement et l'Algérie fut face aux premières insurrections et attentats terroristes. Des milliers d'islamistes prirent les armes pour les maquis prenant ainsi les militaires et les policiers pour cible, les victimes civiles ne tardèrent pas à suivre peu de temps après.
Les éléments de l'ANP étant formés avant tout pour les guerres conventionnelles furent dépassés et impuissants devant ce nouveau type de conflit. Les embuscades et les prises d'otages se multiplièrent causant de lourdes pertes du côté des soldats inexpérimentés.
Face à cette situation totalement nouvelle, il était plus qu'évident qu'il fallait créer des unités aptes à conduire des opérations spéciales antiguérillas et antiterroristes. La police algérienne et la gendarmerie nationale créèrent leurs propres unités d'intervention et l'armée établit une vaste campagne de formation et de perfectionnement des régiments de commandos parachutistes.
Le GIS étant l'unité la mieux formée de toutes bien avant le commencement des événements, eut son premier baptême du feu dès le début de l'insurrection, elle réalisa de bons résultats sur le terrain et prouva son efficacité contre les groupes armés de l'AIS, du GIA et du GSPC.
Le 29 juin 1992, le président Mohamed Boudiaf fut assassiné par Lambarek Boumaarafi qui était membre de la garde présidentielle.
À la suite de cet événement, le GIS cessa toutes ses activités de protection rapprochée du président, il se concentra totalement à la lutte antiterroriste.
Néanmoins, le GIS souffrait d'un manque de matériel adéquat pour mener ce type d'opération. Un embargo militaire contre l'Algérie fut imposé au début des années 1990 par les pays occidentaux, scandant que la situation ressemblait beaucoup plus à une guerre civile qu'à du terrorisme. Toutefois, après les attentats du 11 septembre 2001, le monde prit conscience de l’ampleur de la situation et les fournisseurs occidentaux ont été autorisés à vendre des équipements à l'Algérie au nom de la guerre contre le terrorisme international.

## Organisation
L'organisation du GIS reste à ce jour classifiée, l'organigramme exact de sa composition et de son fonctionnement sont quasiment inconnus du grand public. Selon les rares informations disponibles à ce sujet, il se subdivise en plusieurs unités, chacune ayant sa propre fonction. Selon la nature de la mission, elles peuvent travailler communément dans une opération aussi bien séparément.
Néanmoins, il est possible de classer ces unités de la sorte :
- Unités d'interventions : groupes d'assauts, groupes d'appui, tireurs de précision.
- Unités d'appui opérationnel : reconnaissance, observation, écoute, brouillage.
- Unités de nageurs de combat : assauts amphibies, sabotage, reconnaissance, sauvetage.
- Unités de protection rapprochée et d'escorte : protection, sécurisation, escorte.
- Unités d'artificiers et de démineurs : déminage, effraction, assistance technique.
- Unités cynophiles : groupes d'appui, assistance cynotechnique, recrutement et éducation des chiens.

## Missions
Les missions principales du GIS sont :
- Lutte anti-terroriste et libération d’otages ;
- Lutte anti-guérilla ;
- Neutralisation de forcenés ou de malfaiteurs dangereux ;
- Protection rapprochée et l’escorte de hautes personnalités ;
- Opérations spéciales clandestines.

## Recrutement
Très peu d'informations à ce sujet, classé secret défense par le Département du renseignement et de la sécurité.

## Formation
Le Groupement d'intervention spéciale (GIS) a une formation très poussée composée de plusieurs cycles dans différents domaines (assaut, sniping, aéronef, squadbomb) à l'École d'application des troupes spéciales (EATS) en Algérie, sans oublier les formations aux côtés des Spetsnaz Russes. Les hommes du GIS sont initiés au Ju-Jitsu art de combat japonais et au Kuk Sool Won art de combat coréen, mais dans un aspect purement militaire. Avec sa panoplie de formation et son expérience sur le terrain le GIS est devenue l'une des unités les plus expérimentées du monde[réf. nécessaire] et reconnue par les différents groupes tactiques dans le domaine de la lutte antiterroristes au point où le GIS a été recommandé par l'USSOCOM pour former plusieurs groupes africains.

## Matériel et équipement

### Armement
Le groupement a accès à tout un arsenal d'armes qui sont choisies selon les besoins et la nature de la mission. Chaque opérateur est équipé d'une arme principale (généralement un fusil d'assaut ou un pistolet mitrailleur), d'une arme de poing et s'ajoute à cela les différents types de grenades (fragmentation, fumigène, aveuglante, etc.).
Les fusils d'assauts ainsi que les pistolets mitrailleurs sont favorisés lors d'un assaut, ce type d'armes confient une précision et une certaine puissance de feu pendant le combat.
Les équipes tactiques d'appuis ont recours aux armes munies de systèmes de visées optiques moyennes distance. Lorsque la situation l'impose, les membres du GIS arrivent à utiliser des mitrailleuses légères chargées de munitions perforantes qui ont un impact redoutable à faire taire les feux ennemis et qui peuvent carrément percer les murs de briques. On retrouve ce mode opératoire fréquemment lors de missions qui ont pour objectif d'éliminer les insurgés et où la négociation est impossible, cela se passe généralement en milieux forestiers ou dans une zone dépourvue de civils pour éviter ainsi les dommages collatéraux.
Les tireurs de précision et les snipers ne manquent pas dans le groupement, une multitude de choix leur est proposé, allant du petit et moyen calibre jusqu'aux gros calibres employés pour le tir antimatériel qui permet de détruire des équipements légers.

#### Arme de poing
- Makarov PM en 9 × 18 mm PM, présent depuis l'indépendance au sein de l'ANP et fabriqué localement à l'Établissement de construction mécanique de Khenchela (ECMK), ce pistolet semi-automatique reste très prisé en raison de ses dimensions (161 mm de longueur totale et 730 g de masse à vide) qui en font une arme compacte et discrète. Possédant un canon court, il est surtout employé pour l’autodéfense plutôt que pour l'offensive pendant une opération.
- Beretta 92 en 9 × 19 mm Parabellum, est en dotation aussi chez la DGSN, cette arme est nettement plus précise que le Markov. Utilisé aussi bien en milieu naturel ou pendant le combat en milieu clos (la libération d'otage dans une habitation par exemple), ce semi-automatique apporte une certaine précision et légèreté à la fois.
- Browning GP en 9 mm Parabellum.
- Beretta 93R en 9 mm Parabellum.
- Glock 17 en 9 × 19 mm Parabellum, ce semi-automatique est l'un des pistolets les plus réputés au monde. Fabriqué en polymère, il donne la capacité d’être utilisé à des températures extrêmes, amoindrit le recul de par la souplesse du son matériau, possède une grande légèreté et une oxydation totalement nulle. Sa capacité de 17 coups +1 lui donne l'avantage tactique certain devant les deux premiers pistolets cités plus haut.

Le GIS l'emploie carrément comme arme d'assaut dans les milieux clos en raison de sa précision, ce qui est crucial pendant une opération délicate telle une prise d'otage.
- Caracal en 9 × 19 mm, ce pistolet est fabriqué en Algérie à l'ECMK, depuis le ministère de la Défense nationale a conclu un accord en octobre 2011 avec l’émirati Caracal, filiale du fonds d’investissement du même pays, Tawazun. Ce même accord aboutit à la création d'une société mixte qui porte le nom de Caracal Algérie et qui a pour objet de moderniser les infrastructures industrielles et technologiques au niveau de l'établissement de fabrication[10].

Les premiers modèles sortis de l'usine furent distribués aux éléments du GIS pour des essais de tir. Après des résultats concluants, le Caracal fut adopté par le groupement qui en fit l'une des principales armes de poing.
Ce pistolet fait appel aux dernières innovations dans le domaine de l'armement. Il se compose de 28 pièces ce qui permet de le démonter en quelques secondes. La carcasse est en polymère intégrant un berceau en acier pour allier légèreté et robustesse. Afin de diminuer au maximum le relèvement de l'arme au tir, le canon est surbaissé dans la carcasse. Pour en assurer la meilleure précision, ce dernier est fabriqué par martelage à froid ce qui est très rare pour une arme de poing.

#### Pistolet mitrailleur
- Beretta M12 en 9 mm Parabellum,
- HK MP5A5 en 9 × 19 mm Parabellum, il est caractérisé par une crosse rétractable, un sélecteur navy, une poignée universelle et un cache-flamme étoile. Réputée pour sa qualité, sa grande fiabilité, sa bonne précision au tir (qui s'effectue la culasse fermée) et sa bonne flexibilité le MP5 est l'une des armes les plus répandues au sein des services de polices et d'unités spéciales au monde.

Le GIS fut la première unité en Algérie à avoir intégré cette arme en dotation. Bien avant le début du terrorisme, ce pistolet mitrailleur était très apprécié pour assurer la protection rapprochée du fait de sa légèreté (3,41 kg chargé) et de sa maniabilité. Utilisée que très rarement en milieux sauvage, cette arme fut utilisée en revanche dans la plupart des opérations qui ont été menées, notamment pour l'interception et l'élimination de terroristes dans les zones à grande fréquentation et dans le "Close Quarter Combat".
- HK MP7
- MP5SD3
- MP5K
- MP5A3

#### Fusil d'assaut
- AKM
- AKMS
- Steyr AUG
- HK G36
- ARX-160
- M16A4

#### Fusil mitrailleur
- PKM
- RPK 74

#### Fusil de précision
- SVD
- M40A3
- Barrett M82

#### Fusil à pompe de combat
- Beretta RS 202
- SPAS 12

#### Autres armes
- RPG-7

### Équipement individuel

#### Standard
- Tenue : combinaison de combat GIS noire, tenue de combat de l'ANP avec motif Camouflage DPM, tenue de combat des troupes spéciales avec motif camouflage Lizard et Woodland, Tenue de combat désert, combinaison de combat montagnard blanche
- Chaussures : chaussures d'interventions rangers de type Magnum Elite Spider et récemment des Magnum Response II 8
- Casque : casque standard de l'ANP, casque MICH TC-2000 et 2002 personnalisé, Casque Pro-tec Ace Wake Rescue
- Gilet pare balle en kevlar de production algérienne
- Gilet tactique Blackhawk Omega Elite Tactical;et anciennement Gilet d'intervention TACKTINIGHT GK
- Garnitures de coude et genoux tactiques
- Lunettes de protection tactiques de type: Bollé; Ess...
- Cagoule
- Gants de protection
- Holster

#### Spécial
- Bouclier pare balle
- Lunette de vision nocturne de type Lucie OB70
- Jumelles multifonctions de type JIM-LR et JIM-UC
- Appareil de transmission individuel de type Swimmer et New Eagle

### Moyens de transport

#### Terrestre
- Véhicule tout-terrain blindé Ford F-150 avec Mobile Adjustable Ramp System (MARS)
- Véhicule tout-terrain Nissan Patrol
- Véhicule tout-terrain blindé Toyota Land Cruiser
- Véhicule tout-terrain blindé GMC Yukon
- Véhicule tout-terrain Chevrolet Tahoe 2008
- Véhicule banalisés

#### Aérien
- Lockheed C-130 Hercules appartenant aux Forces aériennes algériennes
- CASA C-295 appartenant aux Forces aériennes algériennes
- Mil Mi-171Sh appartenant au Forces aériennes algériennes

## Principales opérations
Le GIS a mené plusieurs opérations depuis sa création, libération d'otages que l'interpellation de forcenés (« neutralisation » dans le jargon de l'unité), de nombreuses interpellations de terroristes dangereux, ainsi probablement que de nombreuses missions encore classifiées. Les plus connues sont:
- Prise d'otages du Vol 8969 Air France
- Opération de Ouled Allal: Ouled Allal est un village situé à environ cinq kilomètres de Sidi Moussa et fait partie de cette région tristement célèbre surnommée « triangle de la mort » où des commandos des Groupes islamiques armés (GIA) seraient retranchés. L'opération a débuté septembre 1997, les forces spéciales du GIS soutenues par les parachutistes. Toutes les rues du village sont d’ailleurs minées. Plus de trois cents bombes ont été désamorcées, dont certaines d’une puissance de plus de cent kilos de TNT. Dans les maisons, investies les unes après les autres, après de durs accrochages, Les cadavres des membres du GIA sont piégés. L’assaut final a été donné, les quelques maisons qui ont résisté aux tirs de roquettes, chars et armes de tous genres sont démolies et mises à terre. Le bilan de l’opération, une quarantaine de terroristes ont été abattus y compris leur émir Rabah Begas, ses deux adjoints. Dix femmes ont été libérées, une vingtaine de terroristes ont été faits prisonniers, 1,4 milliard de francs français, des moyens de communication par satellite permettant au GIA de communiquer avec ses relais basés à Londres, des lots de bijoux en or et en argent ont été récupérés. L’opération est terminée, le village de Ouled Allal est rayé de la carte.
- Libération d'otages dans le Sahara algérien: les touristes avaient été enlevés par le groupe salafiste pour la prédication et le combat (GSPC), une organisation liée au réseau Al Qaïda d'Oussama Ben Laden. les touristes avaient été libérés à 150 km au nord d'llizi (1,500 km au sud-est d'Alger). C'est ensuite le quotidien El Watan qui indique que 9 des ravisseurs de la trentaine de touristes ont été abattus par l'armée algérienne lors de l'opération menée près de Tamanrasset (1,900 km au sud d'Alger) qui a conduit à la libération des 17 otages. Selon le quotidien des unités spéciales de l'armée algérienne ont libéré les 17 otages après de "violents accrochages" avec une dizaine de ravisseurs armés de kalachnikovs.
- Neutralisation d'un groupe armé à Bab Azoun près de la Casbah d'Alger
- Neutralisation d'un dangereux terroriste à Belcourt: le 3 octobre 2004, le GIS qui a réussi à mettre le dangereux terroriste hors d'état de nuire, le terroriste s'est caché dans un garage au milieu d'un pâté de maisons, l'opération du GIS a duré 25 minutes[12].
- Prise d'otages d'In Amenas (Tiguentourine): Le 16 janvier 2013, une colonne de quatre véhicules tout-terrain, transportant une trentaine de terroristes puissamment armés, traverse la frontière algéro-libyenne, s’empare du complexe gazier de Tiguentourine, situé à 40 km d’In Amenas, et prend en otages les 800 travailleurs, dont 130 Occidentaux, qui s’y trouvent. Les forces spéciales donnaient l'assaut qui se solde par l'élimination de 27 membres du commando terroriste, l’arrestation de trois autres et la mort de 37 otages[13].
- Neutralisation de l’émir Bourihan Rabah (alias Ayadh Abou Aberrahmane) : cette opération a été menée dans la wilaya de Bouira, le 19 juillet 2013 en collaboration avec des éléments de la gendarmerie nationale algérienne. Après une longue filature de la voiture suspecte, les forces de sécurité ouvrirent le feu sur le véhicule qui s'était arrêté près d'un ralentisseur. L'opération s'est soldée par l'élimination de l'émir Bourihan Rabah (connu aussi sous le nom de Si Yahia dans les maquis)[14] ainsi que 3 de ses acolytes[15].
- Évacuation de l'ambassadeur algérien en Libye : cette opération a été menée à Tripoli, le 16 mai 2014. L'Ambassadeur d'Algérie en Libye, Abdelhamid Bouzhar, a subi une attaque d'un groupe armé qui a tenté de le kidnapper, mais grâce à l'intervention rapide et énergique des éléments du GIS qui assurent la protection du personnel diplomatique en Libye, qui parvint à évacuer sain et sauf l'ambassadeur vers l'aéroport de Tripoli puis vers Alger[16].
- Opération spéciale en Libye : pénétration dans le territoire libyen le 24 octobre 2013 afin de neutraliser des combattants djihadistes d'AQMI[17].
- Recherche de l'otage français Hervé Gourdel en septembre 2014 : Quelque 2000 militaires algériens, soutenus par une centaine d'hommes des forces spéciales (parachutistes et GIS), mènent une grande opération de ratissage dans les régions montagneuses de Kabylie, pour tenter de débusquer le groupe armé qui a kidnappé Hervé Gourdel le 22 septembre 2014. Le 22 décembre, l'armée a tué à Issers (65 km à l'est d'Alger) le chef de Jund al-Khilafa, Abdelmalek Gouri, qui avait revendiqué l'exécution d'Hervé Gourdel.

## Dans la culture populaire
Méconnu du grand public, le GIS est une unité très discrète de par ses apparitions ainsi que ses interventions. De ce fait, la population ainsi que la presse attribuèrent la plupart de ses opérations à d'autres corps de sécurité algériens.
Pendant la décennie noire, les commandos du GIS étaient surtout confondus par leurs homologues de l'Office national de répression du banditisme (ONRB) qui est lui aussi une unité d'intervention d'élite de la police algérienne. La confusion était surtout due aux tenues sombres que portaient ces deux unités (noir pour le GIS et bleu marine pour l'ONRB) ainsi qu'au port de la cagoule. Cette même cagoule a donné naissance au célèbre surnom populaire «  les ninjas  ». Avec leurs tenues rangers et cagoules noires, leurs accoutrements donnaient beaucoup de ressemblance à la tenue des ninjas et autres personnages télévisés connus de l'époque.

## Le GIS dans le monde
En 2013, lors d'une interview de la part de l’hebdomadaire français " Le Nouvel Observateur ", Frédéric Gallois (ancien membre du GIGN et ex-commandant de 2002 à 2007) répondit au sujet de l'intervention du GIS à l'attaque terroriste de Tiguentourine :
« Nous collaborons très peu, mais nous savons à peu près comment ils fonctionnent. Ce sont des unités d'un très bon niveau sur un plan de l'anti-terrorisme militaire : contre-guérilla, chasse au terrorisme dans des zones complexes et hostiles... Ce sont des unités très aguerries, de vrais professionnels dans les forces de sécurité, déterminés, qu'il ne faut pas sous-estimer. Mais, encore une fois, dans une optique extrêmement offensive qui ne correspond pas à l'état d'esprit européen de la manière de gérer des crises -même si on n'a pas été confrontés à la même situation. Leurs options, tactiques et stratégiques, sont essentiellement liées à une volonté de force. Il faut neutraliser les preneurs d'otages et envoyer un signal très fort. Si tous les otages sont tués lors de l'opération, ce n'est à la rigueur pas une préoccupation majeure, c'est le risque de la guerre. Ils sont en guerre. »